# Abou Maïga
Pour les articles homonymes, voir Maïga.
Gariga Abou Maïga est un footballeur professionnel béninois, né le 20 septembre 1985 à Allahé. Il est actuellement attaquant pour l'AS Cannes.

## Biographie
Lors de l'intersaison 2009, en fin de contrat avec Créteil, il participe au stage de l'UNFP destiné aux joueurs sans contrat.

## Sélection nationale
- Équipe du Bénin des moins de 20 ans : 1 but en 3 titularisations en Coupe du monde de football des moins de 20 ans 2005
- Équipe du Bénin de football : 4 buts en 27 sélections